# Emma Morano
Pour les articles homonymes, voir Morano.
Emma Morano, née le 29 novembre 1899 à Civiasco et morte le 15 avril 2017 à Verbania-Pallanza, est une supercentenaire italienne.
Ayant vécu 117 ans et 137 jours, elle est la doyenne de l'humanité entre le 12 mai 2016 et le 15 avril 2017. Elle est la dernière personne survivante au monde à être née durant les années 1890.

## Biographie

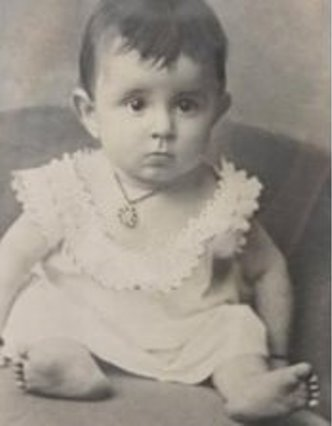
Emma Morano en 1900.

Emma Martina Luigia Morano est née à Civiasco en 1899 dans le Piémont italien. Fille de Giovanni Morano et d'une Suissesse, Matilde Bresciani, elle est l'aînée d'une fratrie de huit enfants (trois garçons et cinq filles), dont Angela, décédée centenaire en 2011.
En 1926, elle épouse Giovanni Martinuzzi.
En 1937 ils ont un fils, Angelo, qui ne vivra que sept mois. L'année suivante, Emma se sépare de son mari (il n'existe pas encore de loi sur le divorce à cette date) en raison de sa violence et, dès lors, elle n'aura plus d'autre partenaire, refusant d'être dominée par qui que ce soit. Elle estime d'ailleurs qu'il s'agit là de l'une des raisons de sa longévité. Depuis l'âge de vingt ans, sur les conseils de son médecin, elle adopte un régime alimentaire particulier et mange trois œufs par jour, deux crus et un cuit, peu de viande et très peu de fruits ou de légumes.
Elle est ouvrière dans l'industrie textile jusqu'à l'âge de soixante-quinze ans.
Elle vit dans un appartement de deux pièces à Pallanza, commune de Verbania, sur les rives du lac Majeur,.
Le 17 juin 2015, elle devient la vice-doyenne de l'humanité et l'une des deux dernières personnes à être nées avant 1900 avec la doyenne de l'humanité de l'époque, Susannah Mushatt Jones. Elle devient la doyenne des Européens et des Italiens, ainsi que l'Italienne la plus âgée connue à ce jour.
Au décès de Susannah Mushatt Jones le 12 mai 2016, elle lui succède comme doyenne de l'humanité. Elle est aussi la dernière personne en vie connue pour être née avant 1900. Elle est immédiatement suivie de Violet Brown et Nabi Tajima, toutes deux nées en 1900. Elle meurt le 15 avril 2017, à son domicile de Pallanza,.

## Décoration
- Chevalier de l'ordre du Mérite de la République italienne‎ (2011)